# Coleoxestia spinosa
Coleoxestia spinosa es una especie de escarabajo longicornio del género Coleoxestia, tribu Cerambycini, subfamilia Cerambycinae. Fue descrita científicamente por Galileo & Martins en 2010.

## Descripción
Mide 31,4 milímetros de longitud.

## Distribución
Se distribuye por Brasil.